# Rundfunkjahr 1967

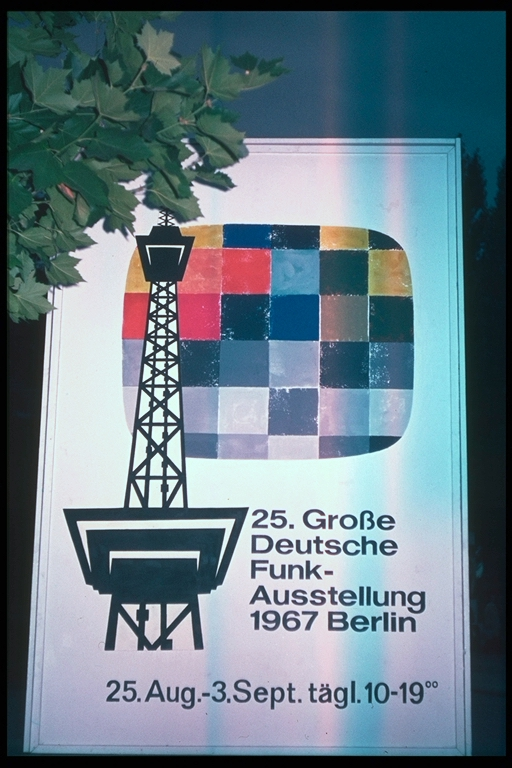
Start des Farbfernsehens in Westdeutschland

Liste der Rundfunkjahre

◄◄ | ◄ | 1963 | 1964 | 1965 | 1966 | Rundfunkjahr 1967 | 1968 | 1969 | 1970 | 1971 | ► | ►►

Weitere Ereignisse

## Allgemein
- In Moskau wird der 540 Meter hohe Fernsehturm Ostankino eröffnet. Bis 1976 hält er den Weltrekord als höchstes Bauwerk der Erde.
- 1. Januar – Das nach dem Rundfunkvolksbegehren von 1964 von der ÖVP-Alleinregierung Klaus beschlossene Rundfunkgesetz tritt in Kraft.
- 9. März – Gerd Bacher wird zum Generalintendanten des ORF bestellt.
- Dezember – Aus der Zusammenlegung von Desilu Productions und Paramount Pictures entsteht Paramount Television. Unter dieser Dachmarke entstehen in den 1970er und 1980er Jahren weltweite Fernsehserienhits wie Happy Days (1974–1984), Taxi (1978–1983) oder Cheers (1982–1993).

## Hörfunk
- 21. April – Nach dem Militärputsch in Griechenland verschwindet Pop- und Rockmusik vorübergehend aus den griechischen Radioprogrammen und wird durch Militärmusik ersetzt.
- 14. August – Der britische Piratensender Wonderful Radio London stellt sein Programm ein.
- 30. September – Sendestart von BBC Radio 1, dessen Musikprogrammierung an den erfolgreichen und beliebten Piratenradios orientiert ist.
- 1. Oktober – Startschuss der Rundfunkreform des neu bestellten ORF-Generalintendanten Gerd Bacher. An diesem Tag werden die drei bisherigen Hörfunkketten des ORF in Ö1 (Kultur, klassische Musik), Ö3 (Popwelle) und ÖR (Unterhaltung, regionale Berichterstattung) umbenannt.
- 2. Oktober – Auf Ö1 ist die erste Ausgabe der rund einstündigen Informationssendung Mittagsjournal zu hören.

## Fernsehen
- In der Sendung Zu Protokoll des Südwestfunks ist der SDS-Vorsitzende Rudi Dutschke zu Gast und stellt sich den Fragen von Günter Gaus.
- 23. Februar – In der US-amerikanischen Musiksendung American Bandstand werden Penny Lane und Strawberry Fields Forever von den Beatles mittels voraufgezeichneten Filmen präsentiert. Die Filme gelten als Vorläufer von späteren Musikvideos.
- 7. Juni – Im Deutschen Fernsehen ist die letzte Folge der Fernsehserie um die hessische Familie Hesselbach unter dem Titel Herr Hesselbach und der Ball zu sehen.
- 26. Juli – In der ARD-Reihe Zeichen der Zeit ist der Dokumentarfilm Der Polizeistaatsbesuch von Roman Brodmann im Deutschen Fernsehen zu sehen, der sich kritisch mit scheinbaren „Nebensächlichkeiten“ der Ereignisse rund um den Besuch von Mohammad Reza Pahlavi im Juni 1967 in Deutschland beschäftigt.
- 5. August – Start der 26-teiligen deutschen Arztserie Landarzt Dr. Brock im Vorabendprogramm der ARD, mit Rudolf Prack, Erna Sellmer und Gardy Granass in den Hauptrollen.
- 25. August – Anlässlich der 25. Großen Deutschen Funkausstellung erfolgt der offizielle Startschuss für das Farbfernsehen in der Bundesrepublik Deutschland.
- 10. September – Auf NBC ist die erste Folge der Westernserie High Chaparral zu sehen.
- 17. September – The Doors treten in der Ed Sullivan Show auf und präsentieren ihren Song Light My Fire in einem live ausgestrahlten Auftritt. Dabei verzichtet Bandleader und Sänger Jim Morrison auf jene Änderungen des Textes, die der Moderator der Sendung anregte, um Hinweise auf Drogenkonsum zu eliminieren.
- 20. Oktober – In Deutschland ist die erste Folge von Aktenzeichen XY … ungelöst zu sehen. Moderator im ZDF-Studio in Wiesbaden ist Eduard Zimmermann.
- 19. November – Im ZDF ist die erste Folge der Serie Till, der Junge von nebenan zu sehen.

## Geboren
- 27. Mai – Kai Pflaume, deutscher Fernsehmoderator wird in Halle an der Saale geboren.
- 30. Mai – Therese Lohner, österreichische Schauspielerin wird in Basel geboren.
- 27. Juni – Markus Kavka, deutscher Fernsehmoderator, Musikjournalist und Autor wird in Ingolstadt geboren.
- 1. Juli – Pamela Anderson, kanadische Schauspielerin (Baywatch) und Seriendarstellerin, wird in British Columbia geboren.
- 7. September – Susan Stahnke, deutsche Fernsehmoderatorin und Schauspielerin, wird in Hameln geboren.
- 24. November – Thomas Schreiner, deutscher Moderator und Entertainer, bekannt als „Jumbotester“ der ProSieben-Sendung Galileo wird in München geboren.

## Gestorben
- 10. Januar – Erich Neuberg, österreichischer Theater- und Fernsehregisseur (Der Herr Karl, 1961) stirbt 38-jährig in Wien.
- 13. Januar – Friedl Münzer, österreichische Schauspielerin und Hörspielsprecherin stirbt 74-jährig in ihrer Wahlheimat Köln.
- 12. April – Alfons Übelhör, österreichischer Volksbildner und von 1958 bis 1967 Hörfunkdirektor des ORF stirbt 61-jährig in Wien.